# Bridgewater Canal
Bridgewater Canal – kanał wodny w północno-zachodniej Anglii, na terenie hrabstw Wielki Manchester i Cheshire, o długości 65 km, prowadzący z miasta Leigh, przez Manchester do Runcorn. Pierwszy odcinek kanału, liczący 16 km i łączący Worsley z Manchesterem, ukończony został w 1761 roku przez Jamesa Brindleya, na zlecenie Francisa Egertona, 3. księcia Bridgewater. Kanał miał służyć transportowi węgla z należących do niego kopalni w Worsley.
Kanał dwukrotnie przedłużano – w 1776 roku do użytku oddano odcinek prowadzący z Manchesteru, przez Warrington do Runcorn, a w 1795 roku z Worsley do Leigh.
Bridgewater Canal połączony jest z Kanałem Manchesterskim, Rochdale Canal (w Manchesterze), Trent and Mersey Canal (w Preston Brook) oraz Leeds and Liverpool Canal (w Leigh). W przeszłości kanał posiadał połączenie z rzeką Mersey.